# Wind Server
Wind Server – судно для обслуговування вітрових турбін, яке використовується данською компанією Ziton.
Активний розвиток вітрової енергетики викликав потребу в спеціалізованих суднах для обслуговування вже встановлених вітрових турбін, оскільки відволікання на подібні операції потужних будівельних суден підвищувало витрати та впливало на оперативність реагування. Данська компанія Ziton першою замовила для таких завдань спеціалізоване судно Wind Pioneer, а у 2014 році до нього додали Wind Server, споруджене у Ростоку на німецькій верфі компанії Nordic Yards Warnemudne. 
Опори судна забезпечують проведення робіт в районах з глибинами до 45 метрів. Операцій з підйому/спуску можуть здійснюватись при висоті хвиль до 2,6 метра та швидкості вітру до 15 м/сек. 
Для виконання завдань воно обладнане краном вантажопідйомністю 400 тон та максимальною висотою підйому 96 метрів. Робоча палуба має площу 1000 м2 та розрахована на розміщення до 1500 тон вантажу з максимальним навантаженням 10 тон/м2. 
Судно пересувається до місця виконання робіт самостійно із транзитною швидкістю 9 вузлів, а точність встановлення забезпечується системою динамічного позиціювання DP2. 
Окрім екіпажу, на борту може розміститись ще 24 особи, необхідні для проведення робіт. Запаси дозволяють виконувати завдання протягом 30 діб.